# Аламбайский сельсовет
Аламбайский сельсовет — муниципальное образование со статусом сельского поселения и административно-территориальное образование в Заринском районе Алтайского края России. Административный центр — станция Аламбай.

## Население
| 1997 | 1998  | 1999  | 2000  | 2001 | 2002 |
| ---- | ----- | ----- | ----- | ---- | ---- |
| 1258 | ↘1163 | ↘1029 | ↗1032 | ↘958 | ↗966 |
| 2003 | 2004  | 2005  | 2006  | 2007 | 2008 |
| ↘855 | ↘823  | ↗839  | ↘792  | ↘726 | ↘704 |
| 2009 | 2010  | 2011  | 2012  | 2013 | 2014 |
| ↗723 | ↘699  | ↘695  | ↘664  | ↘608 | ↘566 |
| 2015 | 2016  | 2017  | 2018  | 2019 | 2020 |
| ↘509 | ↘502  | ↘474  | ↘461  | ↘449 | ↘417 |
| 2021 |       |       |       |      |      |
| ↘396 |       |       |       |      |      |

По результатам Всероссийской переписи населения 2010 года, численность населения муниципального образования составила 699 человек, в том числе 362 мужчины и 337 женщин.

## Населённые пункты
В состав сельского поселения входит один населённый пункт — станция Аламбай.
- Комсомольск — упразднённый посёлок, исключён из учётных данных в 1982 году[21].
- Сунгай — упразднённый посёлок, исключён из учётных данных в 1983 году[21].